# Borja Jiménez Sáez
Borja Jiménez Sáez (Àvila, 21 de gener de 1985) és un entrenador de futbol espanyol, que actualment és l'entrenador del club de la Lliga CD Leganés.

## Carrera d'entrenador
Nascut a Àvila, Castella i Lleó, Jiménez va començar la seva carrera l'any 2006, amb la formació juvenil del Reial Àvila. Va deixar el club l'any 2009 i posteriorment va treballar a l'equip de formació de l'AC Milan i al Casa Social Católica, abans de tornar a Àvila el 2011 com a ajudant de José Luis Diezma.
El 10 d'octubre de 2013, Jiménez va substituir el destituït Kiko Sánchez com a entrenador del primer equip de l'Àvila. El 17 de novembre de 2014, després d'una sèrie de mals resultats, va dimitir.
Jiménez es va incorporar al Reial Valladolid el juny del 2015, com a entrenador del Cadet A. El 22 d'octubre, però, va ser nomenat entrenador del filial a Segona Divisió B, i va aconseguir evitar el descens amb l'equip; el 30 de maig de 2016, va anunciar la seva marxa.
L'1 de juny de 2016, Jiménez va ser nomenat entrenador del CD Izarra encara a la tercera divisió. El 10 de juliol de l'any següent, després d'un altre arribada a mitja taula, va ser nomenat al capdavant del company de lliga Rápido de Bouzas.
Després de portar el Rápido a una impressionant cinquena posició, Jiménez va ser nomenat entrenador del CD Mirandés el 28 de juny de 2018, encara a la tercera divisió. Va acabar la seva primera temporada al capdavant amb l'ascens a Segona Divisió a través dels play-offs.
El 5 de juliol de 2019, Jiménez va abandonar els Rojillos després que el club no aconseguís un acord per a la renovació del seu contracte, i va ser nomenat entrenador d'l'Asteras Tripolis dos dies després El seu primer partit professional en el càrrec va tenir lloc el 24 d'agost, amb una derrota per 0-1 contra l'Olympiacos. Va ser rellevat de les seves funcions el 4 de desembre de 2019 tot i guanyar per 3-2 després de la pròrroga davant el Platanias al partit de tornada de la cinquena ronda de la Copa de Grècia el mateix dia.
Jiménez va tornar a la tercera divisió del seu país abans d'acabar l'any, prenent el timó del FC Cartagena després que Gustavo Munúa cessés pel Club Nacional de Football al seu Uruguai natal. El juliol del 2020, els va guanyar l'ascens a la segona categoria per primera vegada en vuit anys, amb una victòria en la tanda de penals davant el CD Atlético Baleares.
Jiménez va ser acomiadat el 18 de desembre de 2020, després d'una eliminació de la Copa del Rei contra el Pontevedra CF de tercera divisió. El 26 de maig següent, va ser nomenat responsable del Deportivo de La Corunya de Primera Divisió RFEF.
Jiménez va perdre per poc l'ascens després d'una derrota en la pròrroga davant l'Albacete Balompié a la final del play-off de 2022, i va ser destituït pel Dépor l'11 d'octubre de 2022, després d'un mal començament de temporada a la Primera Federació. El 6 de juny de l'any següent va ser nomenat al capdavant del CD Leganés de la segona divisió.